# Клодовіль Ернандес
Клодовіль Ернандес (порт. Clodovil Hernandes; нар. 17 червня 1937 — пом. 17 березня 2009) — бразильський стиліст, модельєр, телеведучий і політик. 

## Життєпис
Клодовіль Ернандес виріс у прийомній сім'ї Дієго та Ізабель, які були іспанськими емігрантами. Середню освіту здобув у католицькій школі. 
Ставши конгресменом, Ернандес схвалював законопроєкти, які забороняють іграшки, схожі на тютюнові вироби, і закликав до скорочення сцен насильства на телебаченні в годинник сімейного перегляду. Крім того, він виступав за збереження бразильських лісів, за скорочення кількості депутатів і захищав права меншин в нижній палаті парламенту.
До самої смерті він був учасником різноманітних телевізійних шоу. Ернандес став першим відкритим гомосексуалом серед бразильських конгресменів, завдяки чому не раз опинявся в епіцентрі публічних скандалів.